# Province de Ñuble
La province de Ñuble faisait partie de la région du Biobío au Chili. Avait une superficie de 13 178,5 km² pour une population de 441 604 habitants. La capitale provinciale était la ville de Chillán. La province a été créée en 1848.
Le 6 septembre 2018, cette province il était détachée de la région du Biobío et c'est devenu dans la région de Ñuble (elle-même subdivisée en trois nouvelles provinces).

## Communes
La province de Ñuble est divisée en 21 communes :
- Bulnes
- Cobquecura
- Coelemu
- Coihueco
- Chillán
- Chillán Viejo
- El Carmen
- Ninhue
- Ñiquén
- Pemuco
- Pinto
- Portezuelo
- Quillón
- Quirihue
- Ránquil
- San Carlos
- San Fabián
- San Ignacio
- San Nicolás
- Treguaco
- Yungay